# John Latham
John Latham FRS (27 de juny del 1740, Eltham, Kent, Gran Bretanya - 4 de febrer del 1837) fou un metge, naturalista i escriptor anglès.
Latham fou qualificat com l'avi dels ornitòlegs australians. Fou ell el que estudià la major part de les aus enviades a Anglaterra i qui les classificà. Entre ells es pot citar l'emú (Dromaius novaehollandiae), la cacatua blanca (Cacatua alba), l'àguila audaç australiana (Aquila audax), el carnisser flautista  (Gymnorhina tibicen) i el guacamai jacint (Anodorhynchus hyacinthinus).
Fill d'un cirurgià, Latham practicà la medecina a Dartford, comtat de Kent, on va descriure la tallareta cuallarga (Sylvia undata). Es retirà el 1796 i s'instal·là a Hampshire.
La seva primera obra sobre ornitologia fou A General Synopsis of Birds (1781-1801) que conté 106 làmines, totes realitzades per ell. Va descriure nombroses espècies desconegudes que descobrí en diverses "sales de curiositats". Dins de la seva obra, igual que Buffon, no concedeix importància al nom de les espècies. Més endavant s'adonà que únicament la utilització del sistema binomial de noms de Carl von Linné permet la posterior identificació de noves espècies. El 1790 publicà un Index Ornithologicus on hi inclou el nom binomial de totes les espècies que ell havia descrit prèviament. Arribà tard, car Johann Friedrich Gmelin ja havia fet aparèixer la seva pròpia versió del Systema Naturæ de von Linné en la que nombrava les espècies de Latham, tenint en compte les normes de la nomenclatura, la de Gmelin té prioritat.
La tercera obra de Latham sobre les aus és la seva General History of Birds (1821-1828), on hi inclou el nom de nombroses espècies de la seva col·lecció personal. Aquesta es va perdre i la determinació precisa de les espècies és molt precària. A més, només empleà parcialment la nomenclatura binomial.
Latham mantingué una correspondència regular amb Thomas Pennant, Joseph Banks, Ashton Lever i d'altres.
Fou admès a la Royal Society el 1775 així com en altres societats científiques estrangeres. També participà en la creació de la Societat Linneana de Londres.

## Algunes de les seves obres
- A general synopsis of birds, with a suppl White, Leigh & Sothebys, Londres (1781-1802).
- Index ornithologicus sive Systema ornithologiæ Londres, París (1790-1809).
- Allgemeine Übersicht der Vögel Weigel, Nürnberg (1793).
- Faunula Indica id est Catalogus animalium Indiae orientalis Gebauer, Halle (1795).
- A general history of birds Jacob & Johnson, Winchester (1821-1828).